# 莫洛特基夫齊
49°42′43″N 28°31′34″E / 49.71194°N 28.52611°E
莫洛特基夫齊（烏克蘭語：Молотківці），是烏克蘭的村落，位於該國西南部文尼察州，由赫米利尼克區負責管轄，始建於1799年，面積1.2平方公里，海拔高度271米，2001年人口273，人口密度每平方公里227.5人。